# Тафтс, Боб
Роберт Малкольм Тафтс (англ. Robert Malcolm Tufts, 2 ноября 1955, Медфорд, Массачусетс — 4 октября 2019, Нью-Йорк) — американский бейсболист, питчер. Выступал в Главной лиге бейсбола с 1981 по 1983 год.

## Биография

### Ранние годы и начало карьеры
Роберт Тафтс родился 2 ноября 1955 года в Медфорде, штат Массачусетс. Он был третьим ребёнком в семье вице-президента банка Уильяма Тафтса и его супруги Барбары, которая работала учительницей. Старший брат Роберта, Билл, неплохо играл в бейсбол, получил спортивную стипендию в университете Флориды, а затем выступал в одной из фарм-команд системы «Чикаго Кабс». Боб уже в школьные годы выделялся сильной подачей, хорошо бросал фастбол и кручёные мячи.
Окончив школу, Боб поступил в Принстонский университет, где изучал экономику и играл в бейсбол. К выпускному году он был лучшим питчером команды. Интерес к Тафтсу проявляли скауты клубов «Сиэтл Маринерс», «Кливленд Индианс» и «Сан-Франциско Джайентс». На драфте 1977 года «Джайентс» выбрали его в двенадцатом раунде. После подписания контракта Боб был отправлен играть за «Грейт-Фолс Джайентс» в Лиге пионеров. Сыграв за команду всего пятнадцать иннингов, он был переведён в «Сидар-Рэпидз Джайентс» из лиги уровнем выше.
Перед стартом сезона 1978 года Тафтс был направлен в команду АА-лиги «Уотербери Джайентс». Там он сыграл в 21 матче, одержав в них 13 побед при пропускаемости 2,83. Последние полтора месяца Боб отыграл уже в ААА-лиге за «Финикс Джайентс». Часть следующего сезона он пропустил из-за травмы руки, но вошёл в число участников Матча всех звёзд Техасской лиги. В начале 1980 году он вернулся в «Финикс», где руководство команды перевело его из стартовых питчеров в реливеры. Это решение разочаровало Тафтса и он с трудом адаптировался к новой роли. В 1981 году он выступал лучше, проведя на поле 69 иннингов и одержав девять побед при двух поражениях с показателем пропускаемости 1,70. В августе «Джайентс» отчислили трёх питчеров основного состава и Тафтс стал одним из новичков команды в Главной лиге бейсбола.

### Главная лига бейсбола
Боб дебютировал в лиге, выйдя на замену в седьмом иннинге матча против «Хьюстон Астрос». До конца сезона 1981 года он принял участие в одиннадцати играх. Весной следующего года «Джайентс» обменяли Тафтса и Виду Блу в «Канзас-Сити Роялс» на четырёх игроков. Выступления в новой организации Боб начал в фарм-клубе «Омаха Роялс», но уже 6 апреля был вызван в основной состав. Из девяти питчеров команды шестеро были левшами и тренер практически не задействовал его в матчах. Спустя неделю Тафтс вернулся в «Омаху», где провёл отличный сезон — десять побед, шесть поражений, пропускаемость 1,60, награда Лучшему реливеру года и включение в сборную звёзд лиги. После завершения сезона в младшей лиге его снова вызвали в основной состав «Канзас-Сити», за который Боб дебютировал 6 сентября 1982 года. До конца чемпионата он сыграл в десяти матчах, одержал две победы и сделал два сейва.
После весенних сборов 1983 года Тафтс был включён в основной состав команды на День открытия сезона, но сыграл только в шести матчах и уже в начале мая снова был отправлен в Омаху. У него снизилась скорость подачи, а позднее у него был диагностирован разрыв вращательной манжеты плеча и отложения кальция в суставах, хотя сам Боб не испытывал никаких болевых ощущений. В июне его обменяли в «Цинциннати Редс» и оставшуюся часть сезона он провёл в ААА-лиге в составе «Индианаполис Индианс». После его окончания Тафтс был отчислен из клуба. Фактически это стало завершением его карьеры. Другие клубы не хотели подписывать с ним контракт из-за проблем со здоровьем и скандала, связанного с употреблением кокаина некоторыми игроками «Канзас-Сити», хотя сам он в этом участия не принимал.

### После бейсбола
В 1986 году Боб получил степень MBA в Колумбийском университете. Ещё в бытность игроком он интересовался фондовым рынком и, завершив выступления, в течение следующих двадцати двух лет занимался биржевой торговлей на Уолл-стрит. Он также преподавал бизнес-стратегию и тренировал питчеров бейсбольной команды в Иешива-университете.
В 2009 году Тафтсу диагностировали множественную миелому. Он перенёс операцию по пересадке стволовых клеток и прошёл курс лечения, после чего наступила ремиссия. Вновь болезнь вернулась в феврале 2019 года. Роберт Тафтс скончался 4 октября 2019 года в возрасте 63 лет.